# Deutsche Botschaft Valletta
Die Deutsche Botschaft Valletta ist die diplomatische Vertretung der Bundesrepublik Deutschland in der Republik Malta. 

## Lage und Gebäude

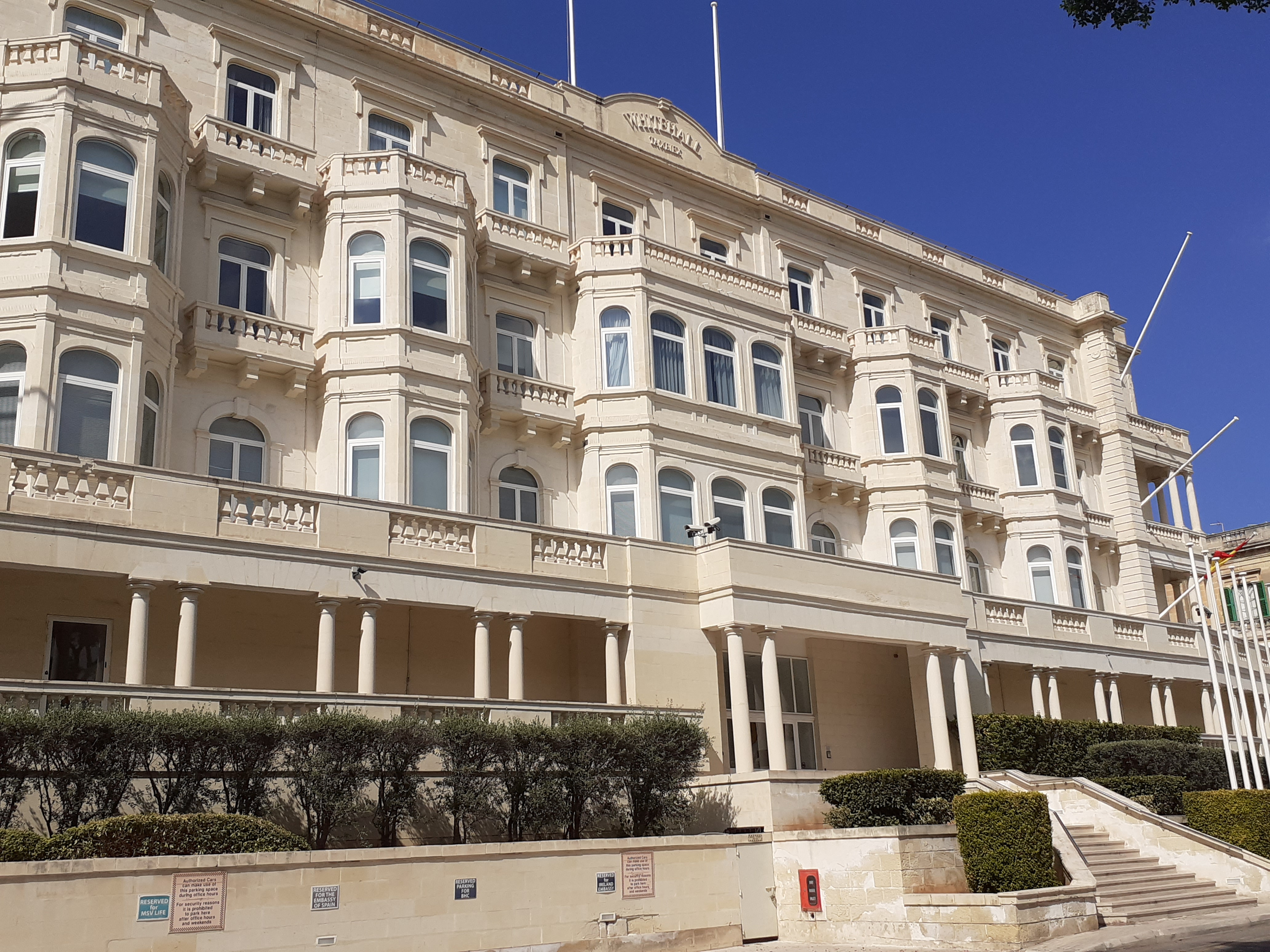
Whitehall Mansion, Sitz der Botschaft Valletta (2019)

Die Kanzlei der Botschaft befindet sich wie viele andere ausländische Vertretungen in der Gemeinde Ta’ Xbiex unweit der maltesischen Hauptstadt Valletta. Die Straßenadresse lautet: Whitehall Mansions, 3rd floor, Ta' Xbiex Seafront (maltesisch: ix-Xatt Ta' Xbiex), Ta' Xbiex XBX 1026, Malta. 
In dem Whitehall Mansion liegen auch die Botschaften der Niederlande, von Großbritannien, Irland und Spanien. Das repräsentative viergeschossige Gebäude liegt an der Westseite des Hafens Marsamxett, auf dessen Ostseite sich Valletta befindet. 
Das Außenministerium Maltas ist rund 4 Straßenkilometer entfernt und in wenigen Minuten erreichbar. Der internationale Flughafen Malta liegt rund 9 km südlich und eine Fahrtzeit von rund 15 Minuten reicht in der Regel aus. Von dem gut 3 km entfernten Anleger der Virtu Ferries besteht eine Verbindung nach Pozzallo (Sizilien/Italien; Fahrtzeit eineinhalb Stunden). 

## Auftrag und Organisation
Die Botschaft Valletta hat den Auftrag, die deutsch-maltesischen Beziehungen zu pflegen, die deutschen Interessen gegenüber der Regierung von Malta zu vertreten und die Bundesregierung über Entwicklungen in Malta zu unterrichten.
In der Botschaft werden die Sachgebiete Politik, Wirtschaft sowie Kultur und Bildung bearbeitet.
Das Referat für Rechts- und Konsularaufgaben der Botschaft bietet deutschen Staatsangehörigen alle konsularischen Dienstleistungen und Hilfe in Notfällen an. Es besteht ein telefonischer Rufbereitschaftsdienst täglich bis Mitternacht. Der konsularische Amtsbezirk der Botschaft umfasst ganz Malta. Die Visastelle erteilt Einreiseerlaubnisse für in Malta wohnhafte Staatsangehörige dritter Länder.

## Geschichte
Die Republik Malta erlangte am 21. September 1964 die Unabhängigkeit vom Vereinigten Königreich. Die Bundesrepublik Deutschland eröffnete am 16. Februar 1965 ihre Botschaft in Malta.
Am 6. Februar 1973 kam es zur Aufnahme diplomatischer Beziehungen zwischen Malta und der DDR. Die Leiter der Botschaft Rom (Italien) waren bis zum Beitritt der DDR zur Bundesrepublik Deutschland im Jahr 1990 in Malta nebenakkreditiert.